# Rudi van Houts
Rudolphus Antonie Cornelis (Rudi) van Houts (Luyksgestel, 16 januari 1984) is een Nederlands mountainbiker. Hij werd Europees kampioen bij de beloften en meervoudig Nederlands kampioen. Ook nam hij tweemaal deel aan de Olympische Spelen.

## Biografie
Na tien jaar BMX stapte hij in 2000 over op het mountainbiken bij de junioren (tot 18 jaar) en de beloften (tot 23 jaar). In 2005 behaalde hij zijn grootste prestatie van zijn sportcarrière door Europees kampioen bij de beloften te worden. Sinds 2007 komt hij uit in de elite-klasse. Op de Nederlandse kampioenschappen werd hij tweede achter Bart Brentjens. Ook werd hij dat jaar derde op de Stappenbelt Rabobank MTB Trophy, achter Sven Nijs (eerste) en Bart Brentjens (tweede) en won hij de etappewedstrijd Tour VTT in Frankrijk.
Op 22 juni 2008 eindigde hij op een twaalfde plaats bij de wereldkampioenschappen in Val di Sole en voldeed daarmee precies aan de kwalificatie-eis voor de Olympische Spelen van 2008. Op deze Spelen vertegenwoordigde hij, net als Bart Brentjens, Nederland bij het mountainbiken. In de eerste ronde zat hij bij de eerste twintig, maar hij kwam hierna meerdere malen ten val. Omdat hij na de tweede ronde buiten de tijd binnenkwam moest hij de wedstrijd verlaten.
Van Houts woont in Luyksgestel (Gemeente Bergeijk) en volgde een middelbare beroepsopleiding bouwkunde.
In december 2010 werd bij Van Houts een minieme hoeveelheid clenbuterol in de urine aangetroffen. Hij werd hier aanvankelijk voor geschorst maar later weer voor vrijgesproken. De uitspraak luidde: er kan Rudi van Houts geen enkel verwijt gemaakt worden voor de aangetroffen hoeveelheid clenbuterol in het lichaam. Van Houts is niet nalatig geweest en zal dus niet gestraft worden.
In 2011 kwalificeerde van Houts zich voor de Olympische Spelen in Londen door goede prestaties tijdens de diverse wereldbekerwedstrijden. Verder wordt hij in 2011 opnieuw Nederlands kampioen en uitgeroepen tot beste mountainbiker 2011 (Nederland).   
Begin 2012 won hij samen met ploeggenoot en voormalig wereldkampioen José Antonio Hermida de Andalucia bike race in Spanje. In de eerste wereldbeker toonde hij direct vormbehoud welke noodzakelijk was voor definitieve selectie voor de Olympische Spelen van London 2012 door een 20e plek te veroveren in de wereldbeker van Zuid-Afrika. Verder won hij in het voorjaar van 2012 de voorjaarsklassieker Münsingen. Hij eindigde op de zeventiende plaats in olympische race in Londen.
In 2013 werd hij samen met ploeggenoot José Antonio Hermida 4e tijdens Absa Cape Epic en won twee dag etappes. Verder behaalde hij in 2013 zijn beste wereldbeker resultaat, een 9e plaats tijdens de wereldbeker Val Di Sole in Italië.
In 2014 won hij direct de proloog met ploeggenoot José Antonio Hermida tijdens Absa Cape Epic. Cape Epic wordt gezien als de zwaarste mountainbike marathon (8 dagen) van de wereld.

## Palmares

### Marathon
2007
- 7e etappe L'Hexagonal
- Eindklassement L'Hexagonal

2013
- 2e etappe Andalucia Bike Race
- 1e en 7e etappe Cape Epic

2014
- proloog Cape Epic

### Cross Country
| Seizoen | Wereldbeker | Kampioenschappen | Overige    | Totaal aantal zeges |
| ------- | ----------- | ---------------- | ---------- | ------------------- |
| 2007    |             |                  |            |                     |
| 2008    |             |                  |            | 0                   |
| 2009    |             |                  |            | 0                   |
| 2010    |             | NK               |            | 1                   |
| 2011    |             | NK               |            | 1                   |
| 2012    |             |                  | Münsingen  | 1                   |
| 2013    |             |                  |            | 0                   |
| 2014    |             |                  | Zoetermeer | 0                   |

### Uitslagen
| Seizoen | Wereldbeker | NK     | EK  | WK  | UCI |
| ------- | ----------- | ------ | --- | --- | --- |
| 2007    |             | Zilver | DNS | 18e |     |
| 2008    |             | Zilver | DNS | 12e |     |
| 2009    |             |        | 15e | 30e | 47e |
| 2010    |             | Goud   | 11e | DNF | 20e |
| 2011    |             | Goud   | 5e  | 21e | 21e |
| 2012    |             | DNS    | 6e  | 12e | 26e |
| 2013    |             | Zilver | 12e | DNS | 18e |
| 2014    |             |        | 65e | 14e | 23e |
| 2015    |             | Brons  | 10e | 20e | 25e |